# Atsuo Watanabe
Atsuo Watanabe (jap. 渡辺 敦夫 Watanabe Atsuo; ur. 15 kwietnia 1974) – japoński piłkarz występujący na pozycji obrońcy.

## Kariera klubowa
Od 1997 do 1999 roku występował w klubie Urawa Reds.